# 桒原為政
桒原為政（くわはら ためまさ、文化12年（1815年）6月14日 - 慶應元年（1865年）11月28日）は、幕末の公卿。
安政5年（1858年）、日米修好通商条約締結に反対し、廷臣八十八卿列参事件に参加した。

## 官歴
- 文政10年（1826年）：補文章得業生、従五位下
- 天保元年（1830年）：従五位上、伊予権介
- 天保4年（1833年）：正五位下
- 天保7年（1836年）：従四位下
- 天保10年（1839年）：従四位上
- 天保11年（1840年）：東宮学士
- 天保13年（1842年）：大内記、正四位下
- 弘化元年（1844年）：少納言
- 弘化4年（1847年）：文章博士
- 嘉永2年（1849年）：従三位
- 安政元年（1854年）：正三位

## 系譜
- 父：桒原為顕
- 兄：桒原順長
- 子：桒原輔長
- 子：桒原歳長
- 子：羽柴俊朗